# 拉林科纳达德拉谢拉
拉林科纳达德拉谢拉，是西班牙卡斯蒂利亚-莱昂萨拉曼卡省的一个市镇。 总面积13平方公里，总人口185人（2001年），人口密度14人/平方公里。